# Alfred Potier
Alfred Potier (París, 11 de mayo de 1840 - ibídem, 8 de mayo de 1905) fue un polímata francés que contribuyó al desarrollo de varios campos teóricos y prácticos de la ciencia cuando ésta se estaba expandiendo rápidamente. Sus intereses cubrieron principalmente la física matemática, la naturaleza de la luz y el éter, la geología, la electricidad y el magnetismo; así como sus aplicaciones prácticas en la industria. La fama de su nombre se basa, sin embargo, en una nota a pie de página poco conocida insertada por Michelson y Morley en su famoso artículo Sobre el movimiento relativo de la Tierra y el éter luminífero.

## Semblanza
Nacido en 1840, Potier ingresó a los 17 años de edad en la École polytechnique, donde en 1867 se convirtió en profesor de física y luego, en 1881, profesor titular de Física, sucediendo a Jules Jamin y precediendo al Premio Nobel Henri Becquerel. Paralelamente, fue miembro del Cuerpo de Ingenieros de Minas del Estado, ocupando la cátedra de Física en la École des Mines, donde impartió clases a Henri Poincaré. Sus trabajos geológicos incluyeron revisiones del mapa geológico de Francia y topografías submarinas del Paso de Calais para examinar la viabilidad de construir un túnel hacia Inglaterra. Estos trabajos, y la valentía que mostró durante el asedio alemán de París en 1870, le valieron la concesión de la Legión de Honor. Otras de sus publicaciones se referían a las teorías de Fresnel sobre la luz y el éter, la difracción de la luz polarizada, la reflexión elíptica, las fuerzas de rotación magnética o las franjas de interferencia. Contribuyó con extensas notas al tratado sobre electromagnetismo de J.C. Maxwell, facilitando su lectura en Francia.
Formó parte varios comités durante la famosa Exposición Universal de París de 1881, incluido el que estableció los estándares para las unidades de electricidad. La Sociedad Francesa de Física nombró presidente a Potier en 1884, y la Sociedad Internacional de Electrotécnicos hizo lo mismo en 1895. En 1891 fue aceptado en la Academia Francesa de Ciencias.

## Velocidad de la luz
Siguiendo las ideas de Thomas Young, en el siglo XIX se consideraba que la luz se movía como vibraciones (ondulaciones) en una sustancia llamada éter, contrariamente a las ideas de Newton de que la luz misma estaba hecha de corpúsculos materiales. Al explorar la naturaleza de este éter, Albert Michelson publicó en 1881 sus experimentos de laboratorio en los que hizo que la luz viajara en la dirección del movimiento de la Tierra y perpendicularmente a este movimiento. Medida así sobre la Tierra en movimiento, no encontró ninguna diferencia en la velocidad de la luz que viajaba con la Tierra o perpendicularmente a ella. Se habría ajustado plenamente a las reglas que prevalecen en un sistema de coordenadas de invariancia galileano, también llamado sistema inercial newtoniano, que se aplica a partículas materiales en movimiento.
En el artículo de 1887, escrito con Edward Morley, Michelson modificó la ruta de la luz perpendicular de ab1 a ab: “Cabe mencionar aquí que el error fue señalado al autor del artículo anterior por M.A. Potier, de París, en el invierno de 1881”. Cuando se observa el instrumento sobre la Tierra en movimiento desde un punto estacionario fuera de la Tierra, el espejo en b1 ya se movió hacia b, mientras la luz viajaba allí desde a. "Esto significaba que Michelson había sobreestimado por un factor de dos los cambios marginales esperados originalmente". El espejo en c también avanzaría al mismo tiempo, pero esto no se tuvo en cuenta. Así, parecía que la luz viajaba diferentes distancias al mismo tiempo, lo que llevó a George FitzGerald y Hendrik Lorentz (teoría del éter de Lorentz) a postular que las distancias se acortaban y el tiempo se dilataba en la dirección del movimiento (contracción de FitzGerald-Lorentz).